# Собор Иоанна Предтечи (Бруклин)
Собор Святого Иоанна Предтечи в Бруклине (англ. St. John the Forerunner Orthodox Cathedral) — православный храм, с осени 2019 года находящийся в юрисдикции Американской архиепископии Константинопольской православной церкви. Расположен в Бруклине на углу Ocean Ave и Voorhies Avenue по адресу 2016 Voorhies Avenue Brooklyn, NY 11235. Ранее собор относился к Нью-Йоркскому благочинию Восточно-Американской епархии Русской Православной Церкви Заграницей.

## История
Приход открылся 19 декабря 2009 года на Оушен Парквей до 2014 года арендовал различные помещения на Бруклине.
9 марта 2013 года Иоанно-Претеченский храм официально вошёл в состав Восточно-Американской епархии, и его настоятель протоиерей Александр Беля был назначен благочинным первого благочиннического округа.
22 ноября 2013 года Первоиерарх РПЦЗ митрополит Иларион (Капрал) освятил раку с частицами мощей 115 святых, созданную киевским мастерами.
20 января 2014 года служивший в храме на престольный праздник архиепископ Монреальский и Канадский Гавриил (Чемодаков) отметил: «Этот храм был создан с пониманием того, что здесь живут десятки тысяч людей из стран СНГ, которые нуждаются в духовном окормлении. Уже четвертый год Вы, дорогой о. Александр, исполняете своё служение в Бруклине, и плоды Вашей пастырской деятельности явленным образом стоят перед нами в лицах Ваших прихожан. Желаю Вам помощи Божией в развитии этого прихода, чтобы Господь помог Вам привлечь новых людей и всегда быть единой духовной семьей. Апостол Павел учит, что мы должны ‘друг друга тяготы носить’ (Гал. 6:2). Если вы будете помогать друг другу и, самое главное, помогать приходу, то Господь вас никогда не оставит и приход ваш будет расти».
1 октября 2014 года было приобретено здание, ранее принадлежавшее Объединённой методистской церкви. В предельно сжатые сроки новое помещение было отремонтировано строительной компанией Kadar Elit Construction, руководит которой Михаил Кадар. Помогали оформлению храма благотворители и волонтёры из числа прихожан.

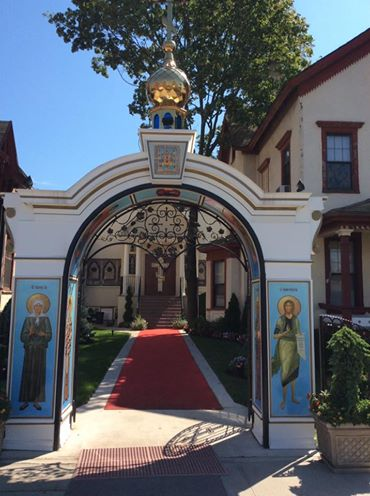

4 октября 2014 года митрополит Восточно-Американский и Нью-Йоркский Иларион (Капрал) совершил торжественный чин освящения нового здания храма. Новый храм стал одним из самых больших православных храмов Нью-Йорка, который по вместимости и оформлению уступает лишь Свято-Николаевскому собору на Манхеттене.
16 ноября 2014 года храму передана в дар икона святого равноапостольного князя Владимира с частицей его мощей.
20 января 2015 года Первоиерарх Русской Зарубежной Церкви огласил указ, в котором предписано церкви святого Иоанна Крестителя быть соборным храмом и называться Свято-Иоанно-Предтеченским собором. В своём слове митрополит Иларион также отметил: «Мы радуемся тому, что этот храм, как рассказал его настоятель отец Александр, был так быстро и прекрасно благоустроен. Действительно, это чудо, что вы смогли приобрести такое здание. Это нелегко для наших общин, которые очень бедны и не имеют возможности купить землю и строить здания, поэтому им приходится всякими способами находить существующие помещения». В этот же день состоялось освящение входной арки собора (вход с Ocean Ave), а также памятной доски при входе в церковь, где вписаны имена тех, кто особо потрудился на благо храма.
2 мая 2015 года по просьбе настоятеля, старосты и прихожан Иоанно-Предтеченского собора и по благословению Главы Антиохийской Православной Архиепископии архиепископа Нью-Йоркского, Митрополита всей Северной Америки Иосифа, Русской Православной Церкви Заграницей в Иоанно-Предтеченский собор Бруклина была передана часть мощей святителя Рафаила Бруклинского.
К празднику Пасхи 2016 года был проведен небольшой ремонт храма, в частности, покрашена верхняя часть интерьера церкви и отремонтирована её алтарная часть, установлены новые прекрасные и дорогостоящие престол, жертвенник и большой аналой под икону.
7 апреля 2017 года завершились ремонтные работы классов воскресной школы.

## Современное состояние

### Святыни
В соборе находится частички мощей святых угодников Божиих: блаженной Матроны Московской; Тихона, Патриарха Московского; равноап. князя Владимира; благов. князя Даниила Московского; благов. князя Александра Невского; прпп. Киево-Печерских отцов; свт. Рафаила Бруклинского, прп. великой княгини Елизаветы Феодоровны; прп. Германа Аляскинского; прп. Иова Почаевского; прп. Кукши Одесского; свт. Луки Крымского; свт. Игнатия Ростовского; свт. Феодосия Черниговского; свт. Нифонта Новгородского; свт. Симона Суздальского и многих других.

### Воскресная школа
При храме существует Воскресная школа, в которой изучаются: Закон Божий, Русский язык и литература, музыкально-театральные навыки. Уроки проходят по субботам с 11 часов утра до 4:30 часов дня.